# Reva Urban
Reva Urban (* 15. Oktober 1925 in Coney Island, Brooklyn, New York City; † 1987 in New York City, USA) war eine US-amerikanische Malerin und Grafikerin.

## Leben und Werk
Reva Urban verbrachte ihre Jugend in Kalifornien. Im Jahr 1941 kehrte sie nach New York zurück und studierte mit einem Carnegie-Stipendium an der Art Students League of New York.
Im Jahr 1949 heiratete sie den deutschen Maler Albert Urban (1909–1959), nach dessen Tod war sie noch mit George Robert Carley (1913–1993) verheiratet. Von 1958 an stellte sie ihre Werke national und international aus. Im Jahr 1964 wurden Arbeiten von ihr auf der documenta III in Kassel in der Abteilung Aspekte 1964 gezeigt.
Reva Urban repräsentierte die Vereinigten Staaten auf zwei Salzburger Festspielen und eine Auswahl ihrer Gemälde und Grafiken ging unter der Schirmherrschaft des United States of America Information Service durch verschiedene europäische Museen. Sie schuf viele Gemälde und abstrakte Mischkompositionen aus Ölmalerei auf geschichteten Holzscheiben. Ebenso war sie als Grafikerin tätig und schuf zahlreiche Lithografien. Ihre Bilder waren farbenfroh und später auch einer neuen Gegenständlichkeit im Stil der Pop-Art zugewandt.
Ihre Arbeiten sind Bestandteil vieler öffentlicher und privater Sammlungen, unter anderem des Museum of Modern Art, New York, des University Art Museum, Berkeley; des Chicago Art Institute; des Finch College Museum of Art, des University of Illinois Museum und der Avethorp Gallery in Jenkintown.
Schwer erkrankt arbeitete sie in ihrem Atelier bis kurz vor ihrem Tod im Jahr 1987.